# Mesochorus versiculus
Mesochorus versiculus là một loài tò vò trong họ Ichneumonidae.